# لوغانسبورت
لوغانسبورت (بالإنجليزية: Logansport, Indiana)، هي مدينة ومقر مقاطعة كاس في ولاية إنديانا بالولايات المتحدة. بلغ عدد سكانها 18,366 نسمة وفقًا لتعداد عام 2020. تقع لوجانسپورت في شمال ولاية إنديانا عند التقاء نهري واباش وإيل، إلى الشمال الغربي من مدينة كوكومو. يقدر عدد سكانها بـ 18,396 نسمة ومساحتها 23.23 كم2 وترتفع عن سطح البحر 193 متر.

## التركيبة السكانية
قام مكتب تعداد الولايات المتحدة بتحديد بيانات التركيبة السكانية للوغانسبورتفي تعداد الولايات المتحدة. في ما يلي، التركيبة السكانية حسب تعدادي 2000 و2010.

### تعداد عام 2000
بلغ عدد سكان لوغانسبورت 19,684 نسمة بحسب تعداد عام 2000، وبلغ عدد الأسر 7,604 أسرة وعدد العائلات 4,737 عائلة مقيمة في المدينة. في حين سجلت الكثافة السكانية 2,383.0 نسمة لكل ميل مربع (920.1/كم2). وبلغ عدد الوحدات السكنية 8,026 وحدة بمتوسط كثافة قدره 971.6 نسمة لكل ميل مربع (375.1/كم2).
وتوزع التركيب العرقي للمدينة بنسبة 89.79% من البيض و 0.37% من الأمريكيين الأصليين و 0.90% من الأمريكيين ذوي الأصول الآسيوية و 0.06% من سكان جزر المحيط الهادئ و 2.08% من الأمريكيين الأفارقة و 1.18% من عرقين مختلطين أو أكثر.
بلغ عدد الأسر 7,604 أسرة كانت نسبة 30.2% منها لديها أطفال تحت سن الثامنة عشر تعيش معهم، وبلغت نسبة الأزواج القاطنين مع بعضهم البعض 44.8% من أصل المجموع الكلي للأسر، ونسبة 12.4% من الأسر كان لديها معيلات من الإناث دون وجود شريك، وكانت نسبة 37.7% من غير العائلات. تألفت نسبة 31.6% من أصل جميع الأسر من أفراد ونسبة 14.8% كانوا يعيش معهم شخص وحيد يبلغ من العمر 65 عاماً فما فوق. وبلغ متوسط حجم الأسرة المعيشية 3.06، أما متوسط حجم العائلات فبلغ 2.47.
بلغ العمر الوسطي للسكان 34 عاماً. وكانت نسبة 25.7% من القاطنين تحت سن الثامنة عشر، وكانت نسبة 10.3% بين الثامنة عشر والأربعة وعشرون عاماً، ونسبة 29.4% كانت واقعةً في الفئة العمرية ما بين الخامسة والعشرون حتى والأربعة وأربعون عاماً، ونسبة 19.4% كانت ما بين الخامسة والأربعون حتى الرابعة والستون، ونسبة 15.2% كانت ضمن فئة الخامسة والستون عاماً فما فوق. يوجد لكل 100 أنثى 100.7 ذكر، ويوجد لكل 100 أنثى في الثامنة عشر من عمرها فما فوق 95.2 ذكر.
بلغ متوسط دخل الأسرة في المدينة 33,483 دولار، أما متوسط دخل العائلة فبلغ 40,497 دولار. وكان متوسط دخل الذكور 28,785 دولار مقابل 21,660 دولار للإناث. وسجل دخل الفرد الخاص بالمدينة 17,085 دولار. وكانت نسبة 6.4% من العائلات ونسبة 10.1% من السكان تحت خط الفقر، وكان من هؤلاء نسبة 14.4% تحت سن الثامنة عشر ونسبة 4.8% في الخامسة والستين من العمر وما فوق.

### تعداد عام 2010
بلغ عدد سكان لوغانسبورت 18,396 نسمة بحسب تعداد عام 2010، وبلغ عدد الأسر 6,877 أسرة وعدد العائلات 4,272 عائلة مقيمة في المدينة. في حين سجلت الكثافة السكانية 2,102.4 نسمة لكل ميل مربع (811.7/كم2). وبلغ عدد الوحدات السكنية 7,822 وحدة بمتوسط كثافة قدره 893.9 لكل ميل مربع (345.1/كم2).
وتوزع التركيب العرقي للمدينة بنسبة 80.7% من البيض و 0.8% من الأمريكيين الأصليين و 1.7% من الأمريكيين ذوي الأصول الآسيوية و 0.1% من سكان جزر المحيط الهادئ و 2.3% من الأمريكيين الأفارقة و 2.2% من عرقين مختلطين أو أكثر.
بلغ عدد الأسر 6,877 أسرة كانت نسبة 34.6% منها لديها أطفال تحت سن الثامنة عشر تعيش معهم، وبلغت نسبة الأزواج القاطنين مع بعضهم البعض 40.6% من أصل المجموع الكلي للأسر، ونسبة 15.4% من الأسر كان لديها معيلات من الإناث دون وجود شريك، بينما كانت نسبة 6.1% من الأسر لديها معيلون من الذكور دون وجود شريكة وكانت نسبة 37.9% من غير العائلات. تألفت نسبة 32.6% من أصل جميع الأسر من أفراد ونسبة 13.9% كانوا يعيش معهم شخص وحيد يبلغ من العمر 65 عاماً فما فوق. وبلغ متوسط حجم الأسرة المعيشية 3.26، أما متوسط حجم العائلات فبلغ 2.57.
بلغ العمر الوسطي للسكان 34.2 عاماً. وكانت نسبة 27.8% من القاطنين تحت سن الثامنة عشر، وكانت نسبة 9.5% بين الثامنة عشر والأربعة وعشرون عاماً، ونسبة 26% كانت واقعةً في الفئة العمرية ما بين الخامسة والعشرون حتى والأربعة وأربعون عاماً، ونسبة 22.8% كانت ما بين الخامسة والأربعون حتى الرابعة والستون، ونسبة 13.9% كانت ضمن فئة الخامسة والستون عاماً فما فوق. وتوزع التركيب الجنسي للسكان بنسبة 49.3% ذكور و50.7% إناث.